# Хабаровський район
Хаба́ровський район (рос. Хабаровский район) — район у складі Хабаровського краю Російської Федерації.
Адміністративний центр — місто Хабаровськ, яке до складу району не входить, а утворює окремий Хабаровський міський округ.

## Географія

Гірський хребет Хехцир

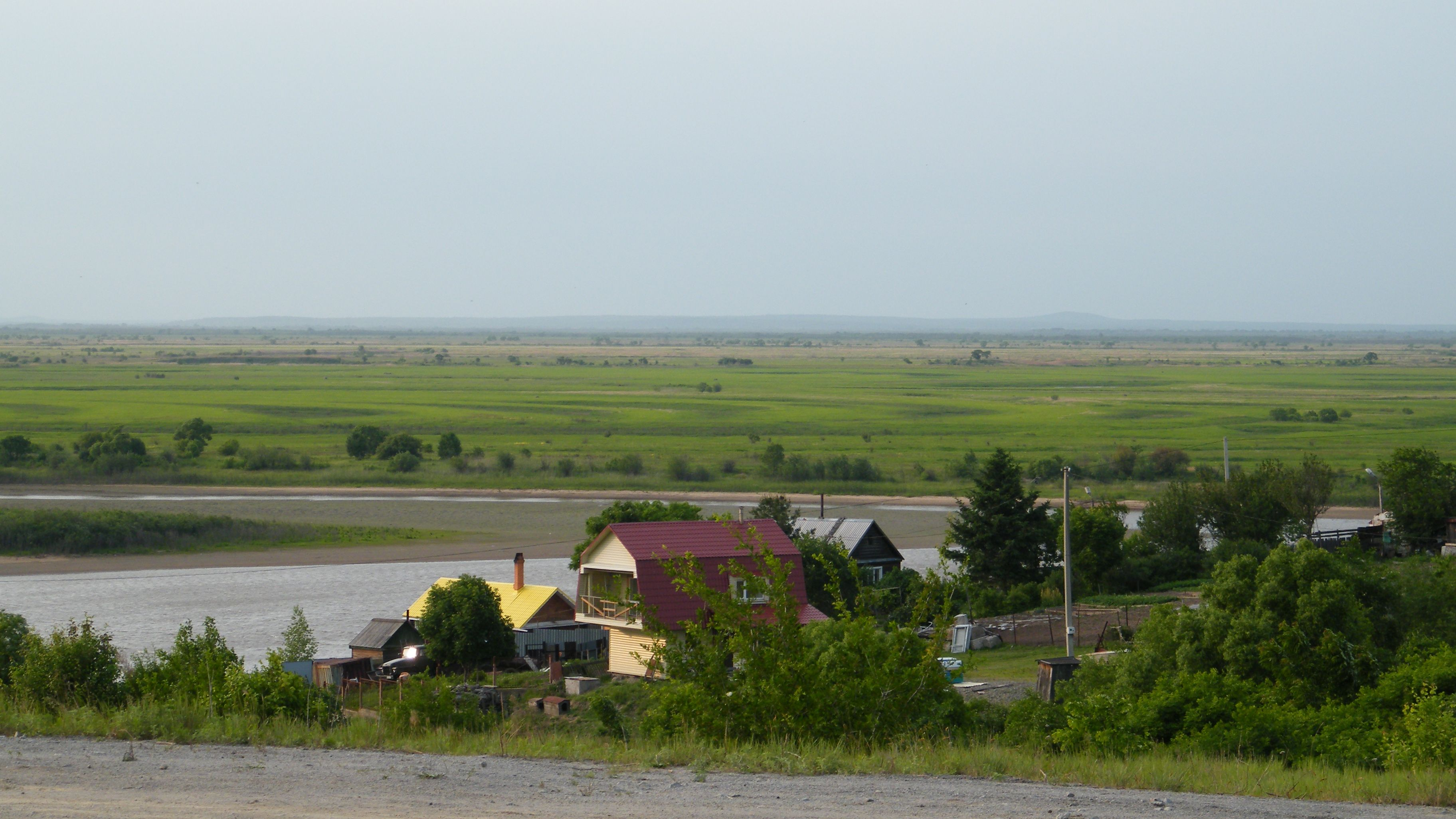
Долина Амуру в селі Петропавловка.
Внизу — протока Петропавловська

Хабаровський район розташований в південно-західній частині Хабаровського краю. На південному заході межує з КНР. Складається з двох окремих частин, розділених територією Амурського району і річкою Амур. Південна (правобережна) частина розташована навколо міста Хабаровськ, а північна (лівобережна) — по лівому березі річки Амур, в басейні річки Тунгуски та її приток. Межує з такими районами Хабаровського краю: з Солнечним і Верхньобуреїнським на півночі і північному заході, з Амурським в центрі, з районом імені Лазо на півдні, з Нанайським — на сході. На заході межує з Єврейською автономною областю.
Основні річки — Амур, Уссурі і Амурська протока, Сита, Обор, Тунгуска, Кур, Урмі та інші.

## Історія
Район був утворений 31 травня 1937 року в складі Далекосхідного краю, з 20 жовтня 1938 року — в складі Хабаровського краю.

## Населення
Населення — 92039 осіб (2019; 85404 в 2010, 90179 у 2002).

## Адміністративний поділ
Район адміністративно поділяється на 1 міське поселення та 26 сільських поселень:
| Поселення                            | Площа, км² | Населення, осіб (2002) | Населення, осіб (2010) | Населення, осіб (2019) | Центр             | Населені пункти |
| ------------------------------------ | ---------- | ---------------------- | ---------------------- | ---------------------- | ----------------- | --------------- |
| Корфовське міське поселення          | 83,89      | 8486                   | 7813                   | 8913                   | Корфовський       | 6               |
| Анастасьєвське сільське поселення    | 88,00      | 6202                   | 5561                   | 5796                   | Анастасьєвка      | 3               |
| Бичихинське сільське поселення       | 29,00      | 3078                   | 1819                   | 1944                   | Бичиха            | 2               |
| Восточне сільське поселення          | 68,00      | 5669                   | 5575                   | 4847                   | Восточне          | 5               |
| Галкинське сільське поселення        | 59,00      | 1930                   | 2166                   | 1871                   | Галкино           | 4               |
| Дружбинське сільське поселення       | 6,97       | 2279                   | 2095                   | 2011                   | Дружба            | 2               |
| Єлабузьке сільське поселення         | 102,00     | 2640                   | 2570                   | 2486                   | Єлабуга           | 3               |
| Ільїнське сільське поселення         | 20,34      | 2738                   | 2729                   | 3161                   | Ільїнка           | 1               |
| Казакевичевське сільське поселення   | 84,00      | 1503                   | 824                    | 785                    | Казакевичево      | 1               |
| Князе-Волконське сільське поселення  | 14,62      | 10028                  | 9975                   | 10703                  | Князе-Волконське  | 2               |
| Корсаковське сільське поселення      | 102,44     | 4166                   | 3851                   | 4437                   | Красноріченське   | 4               |
| Куканське сільське поселення         | 10,41      | 1373                   | 1061                   | 951                    | Кукан             | 2               |
| Малишевське сільське поселення       | 11,52      | 1093                   | 877                    | 843                    | Малишево          | 2               |
| Мирненське сільське поселення        | 12,00      | 1844                   | 1732                   | 3476                   | Мирне             | 2               |
| Мічурінське сільське поселення       | 338,82     | 2811                   | 2803                   | 3246                   | Мічурінське       | 8               |
| Наумовське сільське поселення        | 6,80       | 124                    | 79                     | 61                     | Наумовка          | 2               |
| Некрасовське сільське поселення      | 66,63      | 9435                   | 8883                   | 9087                   | Некрасовка        | 1               |
| Новокуровське сільське поселення     | 81,00      | 591                    | 460                    | 319                    | Новокуровка       | 1               |
| Осиноворіченське сільське поселення  | 46,60      | 2056                   | 1979                   | 2356                   | Осинова Річка     | 2               |
| Петропавловське сільське поселення   | 28,91      | 104                    | 125                    | 162                    | Петропавловка     | 1               |
| Побєдинське сільське поселення       | 72,11      | 1524                   | 1131                   | 862                    | Побєда            | 4               |
| Рокитненське сільське поселення      | 24,96      | 5770                   | 5445                   | 5508                   | Рокитне           | 3               |
| Сергієвське сільське поселення       | 53,00      | 4653                   | 4045                   | 4434                   | Сергієвка         | 2               |
| Сікачі-Алянське сільське поселення   | 176,00     | 297                    | 264                    | 272                    | Сікачі-Алян       | 1               |
| Тополевське сільське поселення       | 99,32      | 9538                   | 11289                  | 13287                  | Тополево          | 3               |
| Уліка-Національне сільське поселення | 18,00      | 145                    | 156                    | 151                    | Уліка-Національне | 2               |
| Челнинське сільське поселення        | 17,46      | 102                    | 97                     | 70                     | Челни             | 1               |

## Найбільші населені пункти
| №  | Місто            | Населення, осіб (2002) | Населення, осіб (2010) |
| -- | ---------------- | ---------------------- | ---------------------- |
| 1  | Князе-Волконське | 9206                   | 9155                   |
| 2  | Некрасовка       | 9435                   | 8883                   |
| 3  | Корфовський      | 5823                   | 5733                   |
| 4  | Тополево         | 4241                   | 4384                   |
| 5  | Заозерне         | 2730                   | 3931                   |
| 6  | Восточне         | 3745                   | 3700                   |
| 7  | Тайожне          | 4115                   | 3362                   |
| 8  | Матвієвка        | 2567                   | 2974                   |
| 9  | Ільїнка          | 2738                   | 2729                   |
| 10 | Рокитне          | 2343                   | 2348                   |
| 11 | Калинка          | 2756                   | 2216                   |
| 12 | Красноріченське  | 2391                   | 2165                   |
| 13 | Анастасьєвка     | 2036                   | 2154                   |
| 14 | Дружба           | 2106                   | 1946                   |
| 15 | Вятське          | 1617                   | 1886                   |
| 16 | Сергієвка        | 1897                   | 1829                   |
| 17 | Сосновка         | 2379                   | 1795                   |
| 18 | Гаровка-2        | 2166                   | 1795                   |
| 19 | Осинова Річка    | 1837                   | 1751                   |
| 20 | Бичиха           | 2885                   | 1603                   |
| 21 | Галкино          | 1326                   | 1599                   |
| 22 | Мирне            | 1645                   | 1574                   |
| 23 | Чорна Річка      | 1406                   | 1382                   |
| 24 | Гаровка-1        | 1261                   | 1302                   |

## Господарство
- М'ясне та молочне тваринництво
- Птахівництво
- Заготівля кормів
- Рослинництво (вирощування овочів, коренеплодів та фруктів)
- Видобуток та переробка корисних копалин (видобуток граніту на Корфовському кам'яному кар'єрі, видобуток торфу в долині річки Сита, гідронамив річкового піску в руслі Амуру)
- Переробка лісу
- Виробництво будівельних матеріалів
- Виробництво продуктів харчування
- Бджільництво
- Риболовля та риборозведення